# Controversia arbitrale Packers-Seahawks 2012
La controversia arbitrale nella partita tra Packers e Seahawks del 2012 nacque nella giocata finale della partita di football americano tra Green Bay Packers e Seattle Seahawks della National Football League (NFL) del 24 settembre 2012 al CenturyLink Field di Seattle, Washington. Nella gara del Monday Night Football trasmessa in diretta nazionale su ESPN, i Seahawks batterono i Packers, 14-12, in maniera controversa.
Nella giocata finale della partita, il quarterback di Seattle Russell Wilson lanciò il passaggio della disperazione (un Hail Mary pass) nella end zone diretto al wide receiver Golden Tate. Sia Tate che il difensore dei Packers M.D. Jennings misero le loro mani sul pallone, tentando di guadagnare il possesso. I due arbitri più prossimi alla giocata optarono per due interpretazioni differenti: uno chiamò il touchdown e l'altro un time out, prima di decidere che i giocatori avessero il possesso simultaneo, dando ai Seahawks il touchdown della vittoria. Prima della ricezione, Tate spinse il cornerback dei Packers Sam Shields con entrambe le mani, il che avrebbe dovuto portare a una penalità in attacco di Seattle (detta pass interference) che avrebbe consegnato la vittoria ai Packers.
Questa controversia avvenne dopo settimane di critiche verso la qualità dell'operato degli arbitri di riserva che stavano sostituendo i giudici di gara ufficiali, in sciopero dall'estate precedente. Due giorni dopo la partita, la NFL e l'Associazione degli Arbitri (la NFL Referees Association) annunciarono di aver trovato un accordo e la contemporanea fine dello sciopero. Il commissioner della NFL Roger Goodell riconobbe che l'attenzione negativa che questa partita attirò su di sé fece da catalizzatore per risolvere finalmente la disputa contrattuale tra le due parti.

## Eventi della giocata
Con otto secondi al termine del quarto e ultimo periodo di gioco, i Packers erano in vantaggio sui Seahawks 12-7. I Seahawks erano in possesso del pallone sulla linea delle 24 yard dei Packers su una situazione di quarto down&dieci. Nella giocata finale della partita, Wilson lanciò un passaggio verso la end zone dei Packers. Diversi giocatori dei Packers e dei Seahawks saltarono per prendere il pallone, incluso Tate. Tate spinse il difensore dei Packers Sam Shields, mandandolo a terra, ma senza che gli venisse fischiato alcun fatto. Mentre gli altri giocatori saltavano, la safety dei Packers M.D. Jennings e il ricevitore dei Seahawks Golden Tate si avventarono entrambi sul pallone.
I due arbitri più vicini alla giocata emisero simultaneamente due verdetti differenti: il giudice di linea Lance Easley alzò entrambe le braccia assegnando il touchdown, mentre l'arbitro posteriore Derrick Rhone-Dunn mosse le braccia per segnalare un time out. Poiché Rhone-Dunn segnalò il time out quando il tempo era già scaduto, Rhone-Dunn indicò il suo desiderio di avere maggiori informazioni sulla giocata, considerato che Easley, dal suo angolo di visione, trovò abbastanza elementi per giudicare una ricezione simultanea e quindi un touchdown. La chiamata divenne ufficialmente un touchdown, con Tate e Jennings che mantenevano il possesso simultaneo.
L'arbitro addetto al replay Howard Slavin iniziò a studiare il video, così come è richiesto per tutte le azioni che terminano con una segnatura. Secondo un comunicato stampa della NFL a fine partita: "Gli aspetti da giudicare includevano se il pallone fosse caduto a terra e chi avesse il controllo del pallone". L'arbitro Wayne Elliott affermò che non ci fossero abbastanza elementi per cambiare la decisione, così venne confermata la decisione di touchdown. Dal momento che i media e le squadre avevano invaso il campo di gioco, i Packers lasciarono il campo e si diressero verso lo spogliatoio, ma furono richiamati in campo dagli arbitri poiché le regole della NFL imponevano anche il calcio dell'ormai ininfluente extra point da parte dei Seahawks.

## Controversia
Dopo la decisione di aggiudicare il touchdown ai Seahawks, diversi media sottolinearono la mancanza della penalità chiamata a Tate e si chiesero se la regola di possesso simultaneo fosse stata applicata correttamente. Il regolamento della NFL afferma "Se un passaggio è ricevuto contemporaneamente da due giocatori eleggibili (cioè che hanno diritto a riceverlo) ed entrambi ne mantengono il possesso, il pallone va al giocatore in attacco. Non c'è possesso simultaneo se il pallone arriva prima a un giocatore e un altro se ne impossessa in un secondo momento. Se il pallone sfugge ai giocatori dopo il possesso simultaneo, tutti i giocatori della squadra in attacco possono prendere possesso del pallone". Il giornalista del New York Times Greg Bishop mise in discussione l'interpretazione degli arbitri scrivendo "Un altro difensore, M.D. Jennings, saltò alle spalle di Tate. La palla sembrò essere nelle mani di Jennings. Anche le mani di Tate erano lì mentre Jennings cadde a terra stringendo il pallone al suo petto. Tate alla fine gli strappò la palla". Bishop scrisse anche che, il giudice posteriore Rhone-Dunn scuotendo le braccia, sembrò segnalare un cambio di possesso dovuto a un intercetto, il che avrebbe consegnato la vittoria ai Packers. L'allenatore di Green Bay Mike McCarthy fu informato che Jennings aveva intercettato il passaggio. Durante la telecronaca, il commentatore del Monday Night Football Jon Gruden espresse il suo dissenso verso la decisione: "Golden Tate ha commesso una delle più palesi pass interference che abbia mai visto. M.D. Jennings ha intercettato il passaggio. E Tate si sta atteggiando come se fosse l'uomo decisivo della partita. Incredibile". Kevin Seifert di ESPN scrisse "In definitiva, è stata una delle scene più imbarazzanti e disorganizzate che si possa vedere in un campo della NFL. Almeno, finora".
Dopo la partita, la NFL rilasciò un comunicato in cui ammise che avrebbe dovuto essere fischiata una pass interference ai danni di Tate ma che supportava la decisione degli arbitri di assegnare un possesso simultaneo.
La ricezione vincente ricevette dai media i soprannomi di Fail Mary e Inaccurate Reception, (facenti riferimento rispettivamente a Hail Mary pass e Immaculate Reception) mentre Russell Wilson lanciò "l'intercetto vincente".

## Impatto
Il 26 settembre 2012, due giorni dopo la partita, venne siglato un accordo tra la NFL e l'Associazione degli Arbitri NFL per porre fine allo sciopero iniziato nel giugno 2012. L'operato degli arbitri sostitutivi in Packers-Seahawks è largamente considerato il punto di svolta che ha sbloccato le trattative. Roger Goodell ammise che la partita "potrebbe aver fatto avvicinare le parti" nei negoziati.
Molti analisti sportivi si chiesero come il risultato di questa partita avrebbe influenzato le classifiche nel resto della stagione regolare. Per esempio, Kevin Seifert di ESPN pubblicò frequentemente delle classifiche come sarebbero apparse se i Packers avessero battuto i Seahawks. Alla fine, i Packers vinsero la NFC North division con un record di 11 vittorie e 5 sconfitte, ma finirono col terzo record nella griglia della NFC dietro i San Francisco 49ers, venendo costretti a disputare il turno delle wild card. I Seahawks terminarono con un record di 11-5 e il quinto posto del tabellone, davanti ai Minnesota Vikings con un record di 10-6; anche se Seattle non avesse goduto di quella vittoria extra, sarebbe stata comunque al quinto posto nel tabellone dei playoff poiché nel corso della stagione aveva battuto i Vikings. Sia Green Bay che Seattle furono poi eliminate nel secondo turno dei playoff.
Nel 2014, ESPN stilò una classifica dei 45 migliori avvenimenti nella storia del Monday Night Football: questa controversia fu votata al primo posto.

## Formazioni titolari
| Green Bay         | Ruolo   | Ruolo   | Seattle          |
| Attacco           | Attacco | Attacco | Attacco          |
| ----------------- | ------- | ------- | ---------------- |
| Greg Jennings     | WR      | WR      | Sidney Rice      |
| Marshall Newhouse | LT      | LT      | Russell Okung    |
| T.J. Lang         | LG      | LG      | Paul McQuistan   |
| Jeff Saturday     | C       | C       | Max Unger        |
| Josh Sitton       | RG      | RG      | John Moffitt     |
| Bryan Bulaga      | RT      | RT      | Breno Giacomini  |
| Jermichael Finley | TE      | TE      | Zach Miller      |
| Jordy Nelson      | WR      | WR      | Golden Tate      |
| Aaron Rodgers     | QB      | QB      | Russell Wilson   |
| James Jones       | WR      | FB      | Michael Robinson |
| Cedric Benson     | RB      | RB      | Marshawn Lynch   |
| Difesa            |         |         |                  |
| Ryan Pickett      | LDE     | LDE     | Red Bryant       |
| B.J. Raji         | NT      | LDT     | Alan Branch      |
| C.J. Wilson       | RDE     | RDT     | Brandon Mebane   |
| Nick Perry        | LOLB    | RDE     | Chris Clemons    |
| A.J. Hawk         | BLB     | OLB     | Leroy Hill       |
| D.J. Smith        | MLB     | OLB     | K.J. Wright      |
| Clay Matthews     | ROLB    | CB      | Marcus Trufant   |
| Tramon Williams   | LCB     | LCB     | Richard Sherman  |
| Charles Woodson   | SS      | SS      | Kam Chancellor   |
| Morgan Burnett    | FS      | FS      | Earl Thomas      |
| Sam Shields       | RCB     | RCB     | Brandon Browner  |
| Fonte: Gamebook   |         |         |                  |

## Protagonisti
I protagonisti dell'azione finale della partita: Russell Wilson e Golden Tate dei Seattle Seahawks e M.D. Jennings e Sam Shields dei Packers.

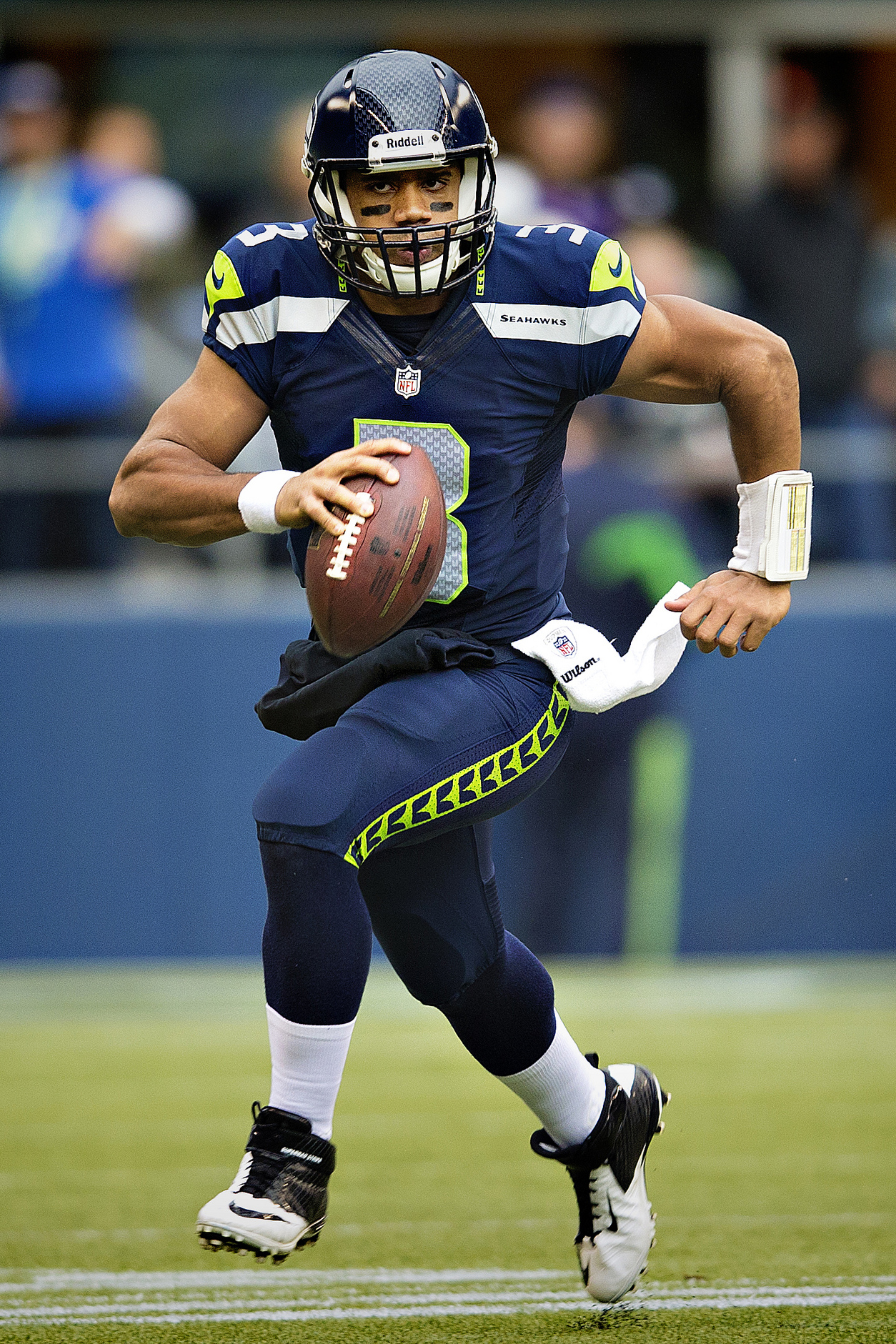
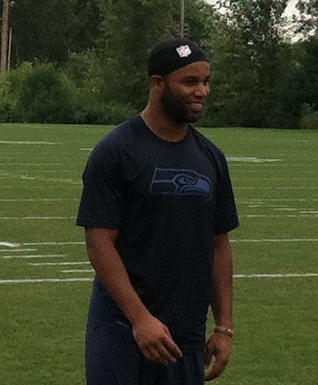
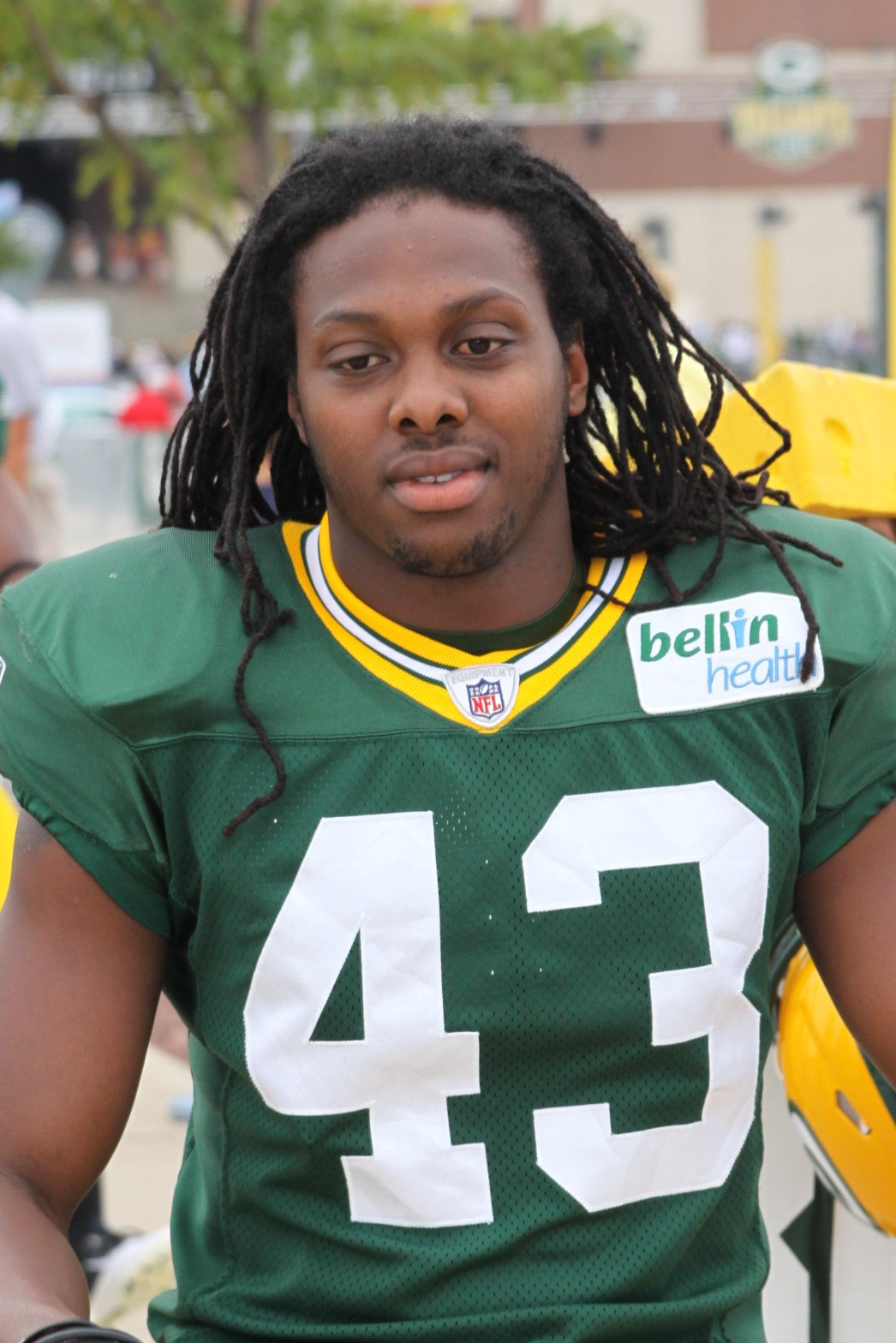
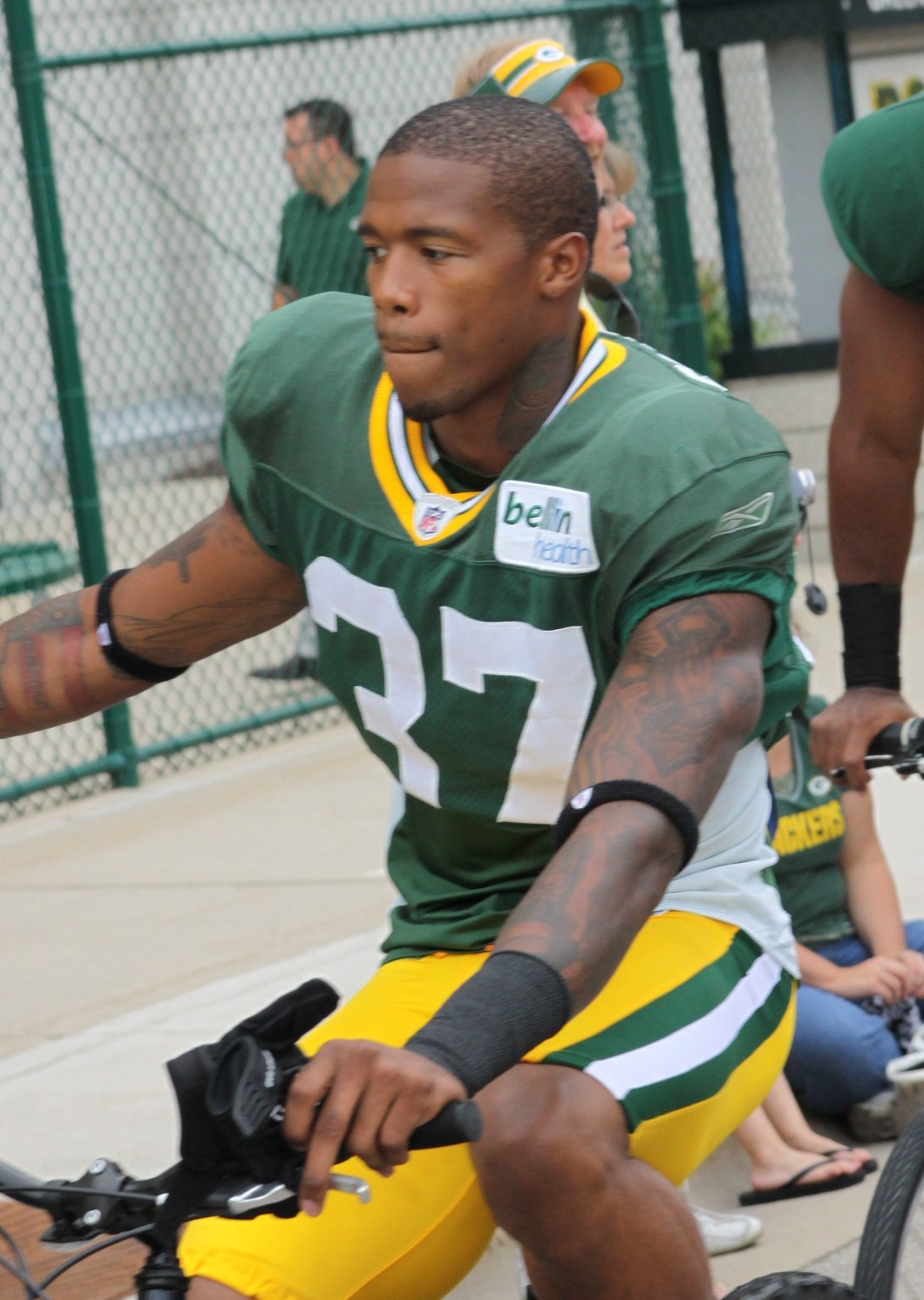